# Seishun! Love Lunch
Singles de Athena & Robikerottsu
Shōri no Big Wave!!!
(2007)
 Seishun! Love Lunch  (青春! LOVEランチ) est le deuxième (et dernier) single du groupe temporaire Athena & Robikerottsu, sorti le 14 février 2008 au Japon sur le label zetima. Il atteint la 25e place du classement de l'Oricon, et reste classé pendant trois semaines, se vendant à 6 371 copies durant cette période. Il sort aussi dans une édition limitée avec une pochette différente et un DVD en supplément.
La chanson-titre, écrite et composée par Takeshi Isozaki, sert de quatrième et dernier thème d'ouverture à la série anime Robby & Kerobby (épisodes 40 à 52), succédant au titre Shōri no Big Wave!!!, du premier single du groupe ; elle figurera sur la compilation du Hello! Project de fin d'année Petit Best 9. La chanson en "face B", Yuugure Sherbet, est écrite et composée par Meg Rock. Le clip vidéo de la chanson-titre figurera sur la version DVD du Petit Best 8.

## Interprètes
- Risa Niigaki (de Morning Musume)
- Aika Mitsui (de Morning Musume)
- Saki Nakajima (de Cute)
- Chisato Okai (de Cute)

## Liste des titres
CD Single
1. Seishun! Love Lunch  (青春! LOVEランチ?)
2. Yuugure Sherbet  (夕暮れ☆シャーベット?)
3. Seishun! Love Lunch (Instrumental)  (青春! LOVEランチ...?)

DVD de l'édition limitée
1. Jacket & Promotion Video (...) Making Eizo (ジャケット&プロモーションビデオ撮影メイキング映像?)